# بيبيه نيوويرث
بياتريس بيبيه نيوويرث (بالإنجليزية: Beatrice "Bebe" Neuwirth)‏ وهي ممثلة وملحنة وراقصة أمريكية يهودية ولدت في يوم 31 ديسمبر 1958 في نيو جيرسي في الولايات المتحدة فازت بجائزة توني من لحن شيكاغو.

## روابط خارجية
- بيبيه نيوويرث على موقع IMDb (الإنجليزية)
- بيبيه نيوويرث على موقع ألو سيني (الفرنسية)
- بيبيه نيوويرث على موقع ميوزك برينز (الإنجليزية)
- بيبيه نيوويرث على موقع أول موفي (الإنجليزية)
- بيبيه نيوويرث على موقع قاعدة بيانات برودواي على الإنترنت (الإنجليزية)
- بيبيه نيوويرث على موقع قاعدة بيانات الأفلام السويدية (السويدية)
- بيبيه نيوويرث على موقع إن إن دي بي (الإنجليزية)
- بيبيه نيوويرث على موقع ديسكوغز (الإنجليزية)
- بيبيه نيوويرث على موقع قاعدة بيانات الفيلم (الإنجليزية)
- بيبيه نيوويرث على موقع كينوبويسك (الروسية)